# 내림나단조
내림나단조(-短調)는 내림나(B♭) 음을 으뜸음으로 하는 단음계다.
내림나단조의 이명동조 올림가단조다.
페달 하프 악보가 있을 경우 그 보표만은 경우에 따라서 올림가단조로 표기하는 것이 좋을 듯 하다.
자연단음계, 화성단음계, 가락단음계는 다음과 같다.
브라우저에서 소리 재생을 지원하지 않습니다. 오디오 파일을 다운로드할 수 있습니다.
브라우저에서 소리 재생을 지원하지 않습니다. 오디오 파일을 다운로드할 수 있습니다.
브라우저에서 소리 재생을 지원하지 않습니다. 오디오 파일을 다운로드할 수 있습니다.